# Hohlbach (Nidda)
Der Hohlbach ist ein 4 km langer rechter und nordöstlicher  Zufluss der Nidda.

## Geographie

### Verlauf
Der Hohlbach entspringt im Westlichen Hohen Vogelsberg auf einer Höhe von etwa 516 m ü. NHN nördlich des Schottener Stadtteils Rudingshain in einem Mischwäldchen ein wenig südlich der L 3139.  
Nachdem der Bach den Wald verlassen hat, fließt er zunächst begleitet von spärlichem Gehölz in südsüdwestlicher Richtung durch Grünland, Bei der Flur In der Hohlbach wird er auf seiner rechten Seite von einem zweiten Quellast gestärkt. Er zieht nun in südwestlicher Richtung am Südrand eines Mischwaldzipfels entlang und läuft dann südsüdwestwärts durch Grünland.
Schließlich mündet er gut einen halben Kilometer nordöstlich von Schotten und etwas nördlich der Langemühle auf einer Höhe von ungefähr 330 m ü. NHN von rechts in die Nidda.
Sein etwa 4,1 km langer Lauf endet ungefähr 240 Höhenmeter unterhalb seiner Quelle, er hat somit ein mittleres Sohlgefälle von 59 ‰.

### Einzugsgebiet
Das Einzugsgebiet des Hohlbachs liegt im Hohen Vogelsberg und wird über die Nidda, den Main und den Rhein zur Nordsee entwässert.
Es grenzt
- im Nordosten an das des Ilsbachs, der in den Seenbach mündet
- im Osten an das des Nidda-Zuflusses Graswiesenbach
- im Westen an das des Gierbachs, ebenfalls ein Zufluss der Nidda
- und im Nordwesten an das des  Seenbachs, der über die Ohm in die Lahn entwässert.

Die höchste Erhebung ist die 630 m ü. NHN hohe Feldkrücker Höhe im Nordosten des Einzugsgebiets.

### Flusssystem Nidda
- Fließgewässer im Flusssystem Nidda

### Orte
Der Hohlbach fließt durch folgende Ortschaften:
- Schotten-Götzen
- Schotten